# Trzciel (gromada)
Trzciel (do 31 XII 1957 Rybojady) – dawna gromada, czyli najmniejsza jednostka podziału terytorialnego Polskiej Rzeczypospolitej Ludowej w latach 1954–1972.
Gromady, z gromadzkimi radami narodowymi (GRN) jako organami władzy najniższego stopnia na wsi, funkcjonowały od reformy reorganizującej administrację wiejską przeprowadzonej jesienią 1954 do momentu ich zniesienia z dniem 1 stycznia 1973, tym samym wypierając organizację gminną w latach 1954–1972.
Gromadę Trzciel z siedzibą GRN w mieście Trzcielu (nie wchodzącym w jej skład) utworzono 1 stycznia 1958 w powiecie międzyrzeckim w woj. zielonogórskim na mocy uchwały nr V/22/57 WRN w Zielonej Górze z dnia 15 listopada 1957 w związku z przeniesieniem siedziby GRN gromady Rybojady z Rybojadów do Trzciela i zmianą nazwy jednostki na gromada Trzciel.
31 grudnia 1961 do gromady Trzciel włączono wieś Bieleń ze zniesionej gromady Lutol Suchy w tymże powiecie.
1 stycznia 1972 do gromady Trzciel włączono tereny o powierzchni 1118 ha z miasta Trzciel w tymże powiecie; z gromady Trzciel wyłączono natomiast tereny o powierzchni 10 ha, włączając je do Trzciela.
Gromada przetrwała do końca 1972 roku, czyli do kolejnej reformy gminnej. 1 stycznia 1973 w powiecie międzyrzeckim reaktywowano zniesioną w 1954 roku gminę Trzciel.